# Кирьяс-Джоэл

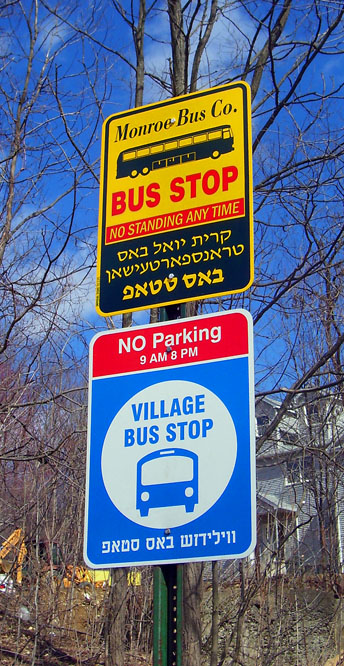
Автобусная остановка с надписями, транскрибированными с английского на идиш

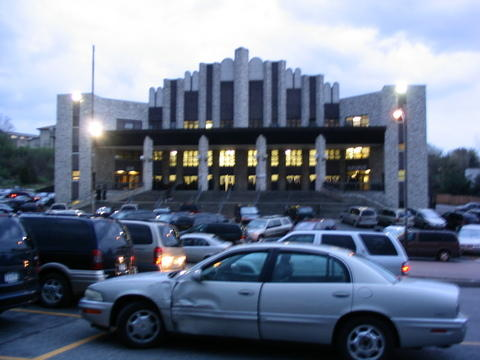
Главная синагога в Кирьяс-Джоэл.

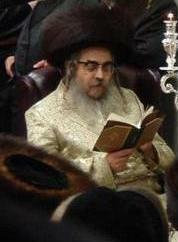
Главный раввин Аарон Тейтельбаум празднует Хануку в главной синагоге Кирьяс-Джоэл.

Кирьяс-Джоэл (Кирьяс-Джоэль, англ. Kiryas Joel, идиш ‎и ивр. קרית יואל‎ — «деревня Иоэля») — населённый пункт в пределах города Палм-Три, округ Ориндж, штат Нью-Йорк, США. Большую часть населения города составляют хасиды из происходящей из Трансильвании Сатмарской династии, строго соблюдающие законы Торы.

## История
«Кирьяс-Йоэль» означает в переводе с иврита (в ашкеназском произношении) «Городок (поселок) Йоэля», то есть принадлежащий, относящийся к Йоэлю. Название дано не в честь пророка Иоиля, а в честь раввина Иоэля Тейтельбаума, хасидского ребе из венгерского города Сатмар (ныне Сату Маре в Румынии), вдохновителя проекта, выбравшего это место незадолго до своей смерти в 1979 году. Изначально, в 1946 г., сатмарская община обитала в Бруклине (микрорайон Уильямсберг), однако позднее раввин решил переселиться, чтобы держать общину в относительной изоляции от «грешного» городского центра. Земля была приобретена в 1977 г., и тогда же на ней поселились 14 сатмарских хасидов. К 2006 г. население деревни составило свыше 3000 человек. По данным переписи населения 2010 года в городе проживает 20 175 человек.

## Язык
Для большинства жителей первым языком является идиш. Согласно переписи 2000 г., только 6,2 % жителей говорят по-английски дома — это один из наиболее низких показателей в США. В то же время, на идиш дома говорят более 89 % жителей, и 2,3 % используют иврит. Из числа говорящих на идиш в 2000 г. 46 % говорили по-английски «недостаточно хорошо» или вообще не говорили.

## Возраст
Деревня, ввиду многодетности семей её жителей, имеет самое молодое население (медианный возраст — 15 лет) среди всех населённых пунктов США с числом жителей свыше 5000. Деревня также имеет наибольший в США процент жителей, происходящих из Венгрии (18,9 % по состоянию на 2000 г.).

## Уровень доходов
Согласно переписи 2008 г., Кирьяс-Джоэл имеет наиболее высокий показатель бедности в США и наиболее высокий процент жителей, получающих продуктовые пособия. Более 5/8 жителей Кирьяс-Джоэл живут ниже установленного федеральным правительством уровня бедности, и более 40 % получают бесплатные продовольственные талоны, согласно исследованию Бюро переписи населения США. В то же время обзорная статья New York Times, опубликованная в 2011 г., отмечает, что несмотря на высокий статистический уровень бедности, «здесь отсутствуют трущобы или бездомные. Здесь невозможно встретить неряшливо одетых или голодных людей. Преступность практически отсутствует».

## Конфликты с соседями
Деревня получила известность из-за своего быстрого роста. Это приводит к многочисленным конфликтам и судебным спорам с соседними деревнями и посёлками, которые считают рост Кирьяс-Джоэля покушением на свой относительно комфортабельный стиль жизни, а также недовольны тем, что деревня оттягивает на себя деньги налогоплательщиков.